# Igreja dos Santos Reis Magos
A Igreja dos Santos Reis Magos é uma igreja católica portuguesa. 
A origem da actual Igreja dos Santos Reis Magos, Igreja Paroquial do Campo Grande, remonta a uma pequena Ermida da invocação dos Três Santos Reis, datada do séc. XVI, que foi destruída quase na totalidade pelo Terramoto de 1755. 
A reconstrução do templo ocorreu no final do séc. XVIII, a partir de 1778, às expensas de donativos de particulares, de receitas da Misericórdia e de taxas da "Feira das Nozes" instituída por D. Maria I. Esta igreja foi objecto de sucessivas intervenções ao longo do tempo: no final do séc. XIX, a sua arquitectura inicial foi alterada, em especial a sua frontaria; no início do séc. XX, viu suprimido o seu adro circundante e apeado o cruzeiro datado de 1646; no final do séc. XX, para além das construções de um salão paroquial e de um edifício para acolher os serviços do Centro Social e Paroquial do Campo Grande, foi refeito um pequeno adro lateral simbolicamente vedado, no qual foi recolocado o cruzeiro. 
Com um projecto arquitectónico bastante simples, a sua fachada surge rasgada por um portal rematado por cornija em chaveta, sobrepujado por 3 janelões. Sobre o entablamento frontal rasga-se um óculo rematado por frontão triangular encimado por cruz. 
A Torre sineira, de secção quadrada, localiza-se na prumada ocidental. O interior do templo, coberto por tecto em abobadilha de aresta, é constituído pela nave e capela-mor, sobre cujo arco se ostenta o escudo real de D. Luís, com as armas de Portugal. Em termos artísticos encontramos na igreja: pinturas seiscentistas no tecto, restauradas em 1880 por Pereira Júnior; uma composição pictórica nos alçados laterais da capela-mor, representando a Paixão de Cristo; um retábulo de talha dourada em estilo neo-clássico; cenas figuradas dos Reis Magos no retábulo, da Natividade no alçado lateral do lado da Epístola e da Circuncisão no alçado lateral do lado do Evangelho; e ainda dois painéis de azulejos na sacristia, datados de 1798,representando, um deles, Nª Senhora da Conceição, Sto. António e S. Marçal e, o outro, Cristo Crucificado e S. Caetano.